# 3816 Чугайнов
3816 Чуґайнов (3816 Chugainov) — астероїд головного поясу, відкритий 8 листопада 1975 року.
Тіссеранів параметр щодо Юпітера — 3,369.